# Francisco da Cunha Junqueira
Francisco da Cunha Junqueira (Ribeirão Preto, 1º de agosto de 1880 — São Paulo, 29 de abril de 1940) foi um advogado, fazendeiro e político brasileiro. Foi Secretário de Agricultura, Indústria e Comércio do Governo do Estado de São Paulo na administração de Pedro de Toledo. 

## Biografia
Francisco da Cunha Junqueira nasceu em 1º de agosto de 1880, na cidade de Ribeirão Preto. Era filho de Luiz da Cunha Junqueira e Iria Alves Ferreira Junqueira.
Em 1902 obteve o seu bacharelado em Ciências Jurídicas pela Faculdade de Direito do Largo São Francisco. Iniciou sua carreira política sendo eleito vereador em Ribeirão Preto, onde foi presidente da Câmara Municipal. Foi também eleito deputado estadual, tendo sido reeleito para diversas legislaturas pelo Partido Republicano Paulista (PRP).

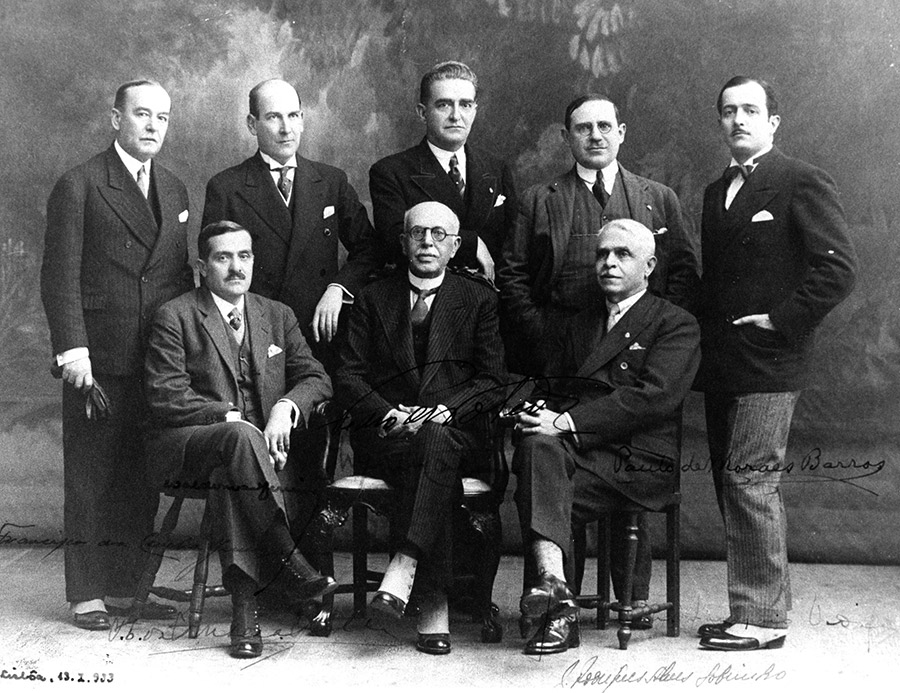
Pedro de Toledo ladeado pelos seus secretários do Governo de São Paulo. Francisco da Cunha Junqueira é o primeiro em pé à esquerda

Em 1932, engajou-se no movimento em prol à volta ao regime democrático e a reconstitucionalização do Brasil, além da defesa da autonomia do Estado de São Paulo, que foi reduzida após o golpe de estado realizado por Getúlio Vargas na Revolução de 1930. 
Naquele período, a insatisfação popular em São Paulo e da própria classe política paulista era cada vez maior. Em 7 de março de 1932, Getúlio Vargas, procurando atenuar o descontentamento dos paulistas, nomeou o embaixador Pedro de Toledo como interventor no estado.
Com o objetivo de conciliar interesses, o interventor federal Pedro de Toledo inicialmente formou o seu secretariado mesclando elementos da Frente Única Paulista (que congregava diversos grupos políticos paulistas) e representantes do tenentismo, que eram apoiadores do regime Vargas e contrários a reconstitucionalização do país.
Em 22 de maio de 1932, por pressão popular e contrariando a diretriz do governo provisório, a Frente Única Paulista articulou a formação de um novo secretariado junto ao interventor de São Paulo, formado exclusivamente por nomes paulistas, defensores da bandeira da reconstitucionalização e da autonomia estadual. Porém, para tentar reverter essa mudança, Getúlio Vargas enviou Oswaldo Aranha a São Paulo, ainda no dia 22 de maio de 1932, com a missão de sustar essa reforma e impor ao interventor paulista um corpo de secretários conveniente aos interesses do governo provisório. Sabendo disso, a população paulista realizou um grande protesto entre os dias 22 e 23 de maio para a demonstrar repúdio à visita de Aranha e a própria ditadura. A pressão popular tornou malograda a missão de Oswaldo Aranha, resultando na manutenção da proposta pela Frente Única Paulista para a reforma do corpo de secretários de governo.
Em 23 de maio, o interventor Pedro de Toledo efetivou as nomeações, consumando os novos nomes para o seu governo: Francisco da Cunha Junqueira, na Secretaria de Agricultura, Indústria e Comércio; Francisco Emygdio de Fonseca Telles, na Secretaria de Viação e Obras Públicas; Valdemar Ferreira, na Secretaria da Justiça e Segurança Pública; Thyrso Queirolo Martins de Sousa, como Chefe da Polícia de São Paulo; José Rodrigues Alves Sobrinho, na Secretaria de Educação e Saúde Pública); Joaquim Sampaio Vidal, no Departamento de Administração Municipal; e Paulo de Morais Barros, na Secretaria da Fazenda.
Durante sua gestão na secretaria, Francisco da Cunha Junqueira dedicou-se aos esforços de guerra, realizando ações para mobilizar o Parque Industrial do Estado de São Paulo para os serviços de aparelhamento, equipamento e abastecimento do Exército Constitucionalista, bem como para a garantia da oferta de produtos e serviços à população civil. Uma das ações mais conhecidas foi a criação da Comissão do “Pão de Guerra” cujo objetivo era garantir o abastecimento do alimento às tropas e à população paulista durante o conflito.
Findo o conflito e deposto o Governo Pedro de Toledo, Francisco da Cunha Junqueira foi preso na Casa de Correção do Rio de Janeiro. Em 1º de novembro daquele ano foi deportado, ficando em exílio político em Portugal até meados de 1933, quando então regressou após autorização especial da ditadura presidida por Getúlio Vargas ao lado de outros políticos exilados. No Brasil, dedicou-se a sua Fazenda de Café “Brejinho”, sediada no Distrito de Bonfim Paulista..
Faleceu na cidade de São Paulo em 29 de abril de 1940. 

## Homenagens
Em sua homenagem, no centro da cidade de Ribeirão Preto, há a Escola Estadual Dr. Francisco da Cunha Junqueira. Naquela cidade há também uma avenida em sua memória. 